# Isabelle Adjani
Isabelle Adjani   (17è districte de París, 27 de juny de 1955), nascuda Isabelle Yasmine Adjani, és una actriu francesa. És considerada per la crítica i pel públic una de les principals intèrprets del cinema francès, del cinema europeu i de la història del cinema.
Va començar en el cinema a 14 anys amb Le Petit Bougnat de 1970 i després va entrar amb èxit en la Comédie-Française amb les obres Escola per Dones de 1972 i Ondine de 1974. El 1975 i gràcies a la seva elogiada personificació de Adèle Hugo, en la pel·lícula Diari Íntim de Adele H., va rebre la seva primera nominació a l'Oscar a la millor actriu als 19 anys, establint-se com la dona més jove a ser nominada en l'època, un rècord que va mantenir prop de tres dècades. El 1981 va ser reconeguda com la millor intèrpret en el Festival de Cinema de Canes per les pel·lícules Possessió i Quartet i el 1989 va rebre l'Os de Plata en el Festival Internacional de Cinema de Berlín per la seva actuació a Camille Claudel, una pel·lícula que també li va suposar una segona nominació a l'Oscar, convertint-se en la primera actriu francesa a rebre fins a dues nominacions pel principal premi del setè art.
És reconeguda per la intensitat dramàtica de les seves actuacions i per la seva facilitat a retratar dones neuròtiques, fràgils, misterioses, pertorbades, boges o mentalment inestables. Igualment, és l'actriu amb més premis César de la història, reconeixements que va obtenir per les cintes: Possessió de 1981, L'Été meurtrier de 1984, Camille Claudel de 1989, La reina Margot de 1994 i La journée de la jupe de 2010. Va ser premiada amb la Legió d'Honor en la categoria de "Comandant" El 2010 i amb l'Ordre Nacional del Mèrit en la categoria de "Cavaller" el 2014. Altres pel·lícules importants de la seva filmografia són: Le Locataire de 1976, Nosferatu: Phantom der Nacht de 1979, Subway de 1985, Diabolique de 1996 i Sous les jupes des filles de 2014.
Des de l'inici de la dècada del 1970, va ser anomenada "La sublim".

## Biografia
Filla de pare algerià i mare alemanya, va ser estimulada a actuar des de jove, actuant en el teatre aficionat ja als dotze anys. Va aparèixer en la seva primera pel·lícula als catorze anys. Als disset, va aparèixer en la TV francesa. El seu primer èxit va venir dels escenaris de la Comédie-Française, quan va interpretar personatges creats per Molière a L'École des femmes, després en el cinema amb Le Petit Bougnat, de Bernard Toublanc-Michel.
Després d'actuar en papers secundaris, va ser èxit de públic i crítica per la seva actuació en la pel·lícula La Gifle de 1974. L'any següent, va aconseguir el seu primer paper principal en L'Histoire d'Adèle H.., de François Truffaut, en que fa el paper de la filla de l'escriptor Victor Hugo. Per aquesta pel·lícula, va aconseguir èxit internacional, concorrent a l'Oscar a la millor actriu i va rebre propostes per treballar a Hollywood.
El 1981, Adjani va rebre el premi de millor actriu del Festival de Canes per la seva actuació a Quartet. L'any següent, va rebre el César per Possessió, en una actuació considerada pels crítics la millor de la seva carrera, i la més difícil, perquè Adjani interpretava el paper d'una dona frustrada que embogia. El 1983, va rebre novament el César per Deadly Circuit.
El 1989, va coproduir Camille Claudel, història novel·lada de l'escultora que es va relacionar amb l'escultor francès Auguste Rodin; la pel·lícula li va valer el tercer César i una indicació a l'Oscar de millor actriu, a més de concórrer a l'Oscar de millor pel·lícula estrangera. El mateix any, la revista estatunidenca People la va incloure entre les cinquanta dones més boniques del món. A partir d'aquí, va treballar esporàdicament com a model.
El 1994, va aconseguir el seu quart César pel paper titular a La reina Margot, un fet maig abans aconseguit per un actor francès.
El 2010, va guanyar el seu cinquè César per l'actuació en la pel·lícula La Journée de la jupe.
Adjani té dos fills, Barnabé, del matrimoni amb el director Bruno Nuytten, i Gabriel-Kane, de la seva tempestuosa relació amb l'actor britànic Daniel Day-Lewis. Quan Gabriel-Kane va néixer, ja havia acabat feia alguns mesos el seu matrimoni de cinc anys amb Day-Lewis. Va estar també embolicada amb el compositor Jean-Michel Jarre.

## Filmografia
| Any  | Títol original                                              | Paper                           | Notes                         |
| ---- | ----------------------------------------------------------- | ------------------------------- | ----------------------------- |
| 1970 | Le Petit Bougnat                                            | Rose                            |                               |
| 1972 | Faustine et le bel été                                      | Camille                         |                               |
| 1973 | L'Avare                                                     |                                 | Obra de teatre a la televisió |
| 1973 | L'École des femmes                                          | Agnès                           | Obra de teatre a la televisió |
| 1974 | Le Secret des flamands                                      | Maria                           | Sèrie de televisió            |
| 1974 | La Gifle                                                    | Isabelle Doulean                |                               |
| 1975 | Ondine                                                      | Ondine                          | Obra de teatre a la televisió |
| 1975 | L'Histoire d'Adèle H.                                       | Adèle Hugo                      |                               |
| 1976 | Le Locataire                                                | Stella                          |                               |
| 1976 | Barocco                                                     | Laure                           |                               |
| 1977 | Violette et François                                        | Violette Clot                   |                               |
| 1978 | El conductor (The Driver)                                   | The Player                      |                               |
| 1979 | Nosferatu: Phantom der Nacht                                | Lucy Harker                     |                               |
| 1979 | Les germanes Brontë (Les Sœurs Brontë)                      | Emily Brontë                    |                               |
| 1981 | Clara et les chics types                                    | Clara                           |                               |
| 1981 | Possessió (Possession)                                      | Anna/Helen                      |                               |
| 1981 | Quartet                                                     | Marya Zelli                     |                               |
| 1981 | L'Année prochaine... si tout va bien                        | Isabelle                        |                               |
| 1982 | Tout feu, tout flamme                                       | Pauline Valance                 |                               |
| 1982 | Antonieta                                                   | Antonieta Rivas Mercado         |                               |
| 1983 | Mortelle randonnée                                          | Catherine Leiris/Lucie, 'Marie' |                               |
| 1983 | L'Été meurtrier                                             | Eliane, dite 'Elle'             |                               |
| 1985 | Subway                                                      | Héléna                          |                               |
| 1987 | Ishtar                                                      | Shirra Assel                    |                               |
| 1988 | Camille Claudel                                             | Camille Claudel                 |                               |
| 1990 | Lung Ta: Les cavaliers du vent                              |                                 | Narradora                     |
| 1993 | Toxic Affair                                                | Pénélope                        |                               |
| 1994 | La reina Margot (La Reine Margot)                           | Margot                          |                               |
| 1995 | Les cent i una nits (Les cent et une nuits de Simon Cinéma) |                                 | Fotografies d'arxiu a Canes   |
| 1996 | Diabolique                                                  | Mia Baran                       |                               |
| 1998 | Paparazzi                                                   | Isabelle Adjani                 |                               |
| 2002 | La Repentie                                                 | Charlotte/Leïla                 |                               |
| 2002 | Adolphe                                                     | Ellénore                        |                               |
| 2003 | Bon Voyage                                                  | Viviane Denvers                 |                               |
| 2003 | Monsieur Ibrahim et les fleurs du Coran                     | La star                         |                               |
| 2008 | Figaro                                                      | Comtessa Almaviva               |                               |
| 2008 | La Journée de la jupe                                       | Sonia Bergerac                  |                               |
| 2010 | Mammuth                                                     | L'amor perdut                   |                               |
| 2010 | Tangled                                                     | Mare Gothel                     | Veu en francès                |
| 2011 | De force                                                    | Clara Damico                    |                               |
| 2012 | David et Madame Hansen                                      | Madame Hansen Bergmann          |                               |
| 2013 | Ishkq in Paris                                              | Marie Elise                     |                               |
| 2014 | Sous les jupes des filles                                   | Lili                            |                               |
| 2016 | Carole Matthieu                                             | Carole Matthieu                 |                               |
| 2018 | Le monde est à toi                                          | Dany                            |                               |
| 2020 | Sœurs                                                       | Zorah                           |                               |
| 2021 | Peter von Kant                                              | Sidonie von Grassenabb          |                               |
| 2022 | Mascarade                                                   | Martha Duval                    |                               |
| 2023 | La Grande Odalisque                                         | Marraine                        |                               |

## Guardons
| Premi                                                               | Any  | Pel·lícula            | Rebut |
| ------------------------------------------------------------------- | ---- | --------------------- | ----- |
| César a la millor actriu                                            | 1976 | L'Histoire d'Adèle H. | 2     |
| César a la millor actriu                                            | 1977 | Barocco               | 2     |
| César a la millor actriu                                            | 1982 | Possessió             | 1     |
| César a la millor actriu                                            | 1984 | L'Été meurtrier       | 1     |
| César a la millor actriu                                            | 1986 | Subway                | 2     |
| César a la millor actriu                                            | 1989 | Camille Claudel       | 1     |
| César a la millor actriu                                            | 1995 | La reina Margot       | 1     |
| César a la millor actriu                                            | 2010 | La Journée de la jupe | 1     |
| César a la millor actriu secundària                                 | 2019 | Le monde est à toi    | 2     |
| Oscar a la millor actriu                                            | 1976 | L'Histoire d'Adèle H. | 2     |
| Oscar a la millor actriu                                            | 1990 | Camille Claudel       | 2     |
| Premi a la interpretació femenina (Festival de Canes)               | 1981 | Possessió             | 1     |
| Premi a la interpretació femenina (Festival de Canes)               | 1981 | Quartet               | 1     |
| Os de Plata a la millor interpretació femenina (Festival de Berlín) | 1989 | Camille Claudel       | 1     |